# 15th Conference of the International Woman Suffrage Alliance
15th Conference of the International Woman Suffrage Alliance var en internationell konferens som ägde rum i Amsterdam i Nederländerna 1949. Det var den femtonde internationella konferensen om kvinnors rättigheter som organiserades av International Alliance of Women. 